# Tortula corniculata
Tortula corniculata là một loài rêu trong họ Pottiaceae. Loài này được (Wahlenb.) Mitt. mô tả khoa học đầu tiên năm 1864.